# 甘肃南牡蒿
甘肃南牡蒿（学名：Artemisia eriopoda var. gansuensis）为菊科蒿属下的一个变种。其变种加词 gansuensis，意为“甘肃的”。